# Radka Zrubáková
Radomíra „Radka“ Zrubáková (* 26. prosince 1970 Bratislava) je tenisová trenérka a bývalá československá a později slovenská profesionální tenistka. Na okruhu WTA Tour vyhrála tři singlové a dva deblové turnaje. V rámci okruhu ITF získala tři tituly ve dvouhře a pět ve čtyřhře.
Na žebříčku WTA byla ve dvouhře nejvýše klasifikována v říjnu 1991 na 22. místě a ve čtyřhře pak v dubnu 1993 na 38. místě.
V juniorském tenise vyhrála dvakrát čtyřhru na US Open, v roce 1985 s Andreou Holíkovou a roku 1986 s Janou Novotnou. Jako členka československého fedcupového týmu triumfovala v Poháru federace 1988.

## Tenisová kariéra
S tenisem začala ve čtyřech letech v klubu Slovan Bratislava, kde ji trenérsky vedl Karol Šafárik. V roce 1982 získala zlatou medaili ve dvouhře i čtyřhře na mistrovství světa do 12 let a poté také na mistrovství Evropy do 14 let. Třikrát se stala mistryní ČSSR a čtyřikrát přebornicí Slovenska. V juniorském tenise vyhrála s Janou Novotnou čtyřhru na US Open 1986, když ve finále zdolaly sovětskou dvojici Jelena Brjuchovecová a Leila Meschiová.
V československém fedcupovém týmu debutovala v roce 1988 prvním kolem Světové skupiny proti Brazílii, v němž vyhrála nad Patricií Medradovou. Československo následně celý ročník vyhrálo. K finálovému vítězství nad Sovětským svazem 2:1 na zápasy přispěla výhrou nad Larisou Savčenkovou. Ve slovenské reprezentaci pak poprvé startovala roku 1994, kdy Slovenky došly do druhého kola Světové skupiny. Mezi lety 1988–1997 v soutěži celkově nastoupila k dvaceti dvěma mezistátním utkáním s bilancí 15–3 ve dvouhře a 4–5 ve čtyřhře. Roku 1998 se stala kapitánkou slovenského týmu.
Československo reprezentovala na Letních olympijských hrách 1992 v Barceloně. Ve druhém kole ženské dvouhry nestačila na Francouzku Nathalii Tauziatovou. Za Slovensko se zúčastnila atlantských Her XXVI. olympiády, kde ve druhé fázi singlové soutěže podlehla Conchitě Martínezové. Do ženské čtyřhry nastoupila s Karinou Habšudovou. V úvodním kole skončily na raketách švýcarského páru Martina Hingisová a Patty Schnyderová.
Hráčskou kariéru ukončila v roce 1999 a nastoupila trenérskou dráhu. Následně byla přijata do Tenisové síně slávy Slovenska.

## Finále na okruhu WTA Tour
| Legenda                         |
| ------------------------------- |
| D – dvouhra; Č – čtyřhra        |
| Grand Slam (0)                  |
| Turnaj mistryň (0)              |
| Tier I (0)                      |
| Tier II (0–2 Č)                 |
| Tier III, IV & V (3–1 D; 2–2 Č) |

### Dvouhra: 4 (3–1)
| Stav       | č. | datum             | turnaj                | kategorie | povrch | soupeřka ve finále  | výsledek           |
| ---------- | -- | ----------------- | --------------------- | --------- | ------ | ------------------- | ------------------ |
| Vítězka    | 1. | 17. červenec 1989 | Brusel, Belgie        | Tier V    | antuka | Mercedes Pazová     | 7–6(8–6), 6–4      |
| Vítězka    | 2. | 20. květen 1991   | Štrasburk, Francie    | Tier IV   | antuka | Rachel McQuillanová | 7–6(7–3), 7–6(7–3) |
| Finalistka | 1. | 18. květen 1992   | Lucern, Švýcarsko     | Tier IV   | antuka | Amy Frazierová      | 6–4, 4–6, 7–5      |
| Vítězka    | 3. | 3. únor 1992      | Praha, Československo | Tier IV   | antuka | Kateřina Sisková    | 6–3, 7–5           |

### Čtyřhra: 6 (2–4)
| Stav       | č. | datum           | turnaj                   | kategorie | povrch      | spoluhráčka           | soupeřky ve finále                      | výsledek           |
| ---------- | -- | --------------- | ------------------------ | --------- | ----------- | --------------------- | --------------------------------------- | ------------------ |
| Vítězka    | 1. | 10. září 1990   | Kitzbühel, Rakousko      | Tier IV   | antuka      | Petra Langrová        | Sandra Cecchiniová Patricia Tarabiniová | 6–0, 6–4           |
| Finalistka | 1. | 11. únor 1991   | Linec, Rakousko          | Tier V    | koberec (h) | Petra Langrová        | Manuela Malejevová Raffaella Reggiová   | 6–4, 1–6, 6–3      |
| Vítězka    | 2. | 16. září 1991   | Paříž, Francie           | Tier IV   | tvrdý       | Petra Langrová        | Alexia Dechaume Julie Halardová         | 6–4, 6–4           |
| Finalistka | 2. | 27. duben 1992  | Taranto, Itálie          | Tier V    | antuka      | Rachel McQuillanová   | Amanda Coetzerová Inés Gorrochategui    | 4–6, 6–3, 7–6(7–0) |
| Finalistka | 3. | 19. říjen 1992  | Brighton, Velká Británie | Tier II   | koberec (h) | Conchita Martínezová  | Larisa Neilandová Jana Novotná          | 6–4, 6–1           |
| Finalistka | 4. | 22. březen 1993 | Houston, Spojené státy   | Tier II   | antuka      | Jevgenija Maniokovová | Katrina Adamsová Manon Bollegrafová     | 6–3, 5–7, 7–6(9–7) |

## Finále na juniorském Grand Slamu

### Čtyřhra juniorek: 2 (2–0)
| Stav    | rok  | turnaj  | povrch | spoluhráčka     | soupeřky ve finále                              | výsledek      |
| ------- | ---- | ------- | ------ | --------------- | ----------------------------------------------- | ------------- |
| Vítězka | 1985 | US Open | tvrdý  | Andrea Holíková | Mariana Pérezová Roldánová Patricia Tarabiniová | 6–4, 2–6, 7–5 |
| Vítězka | 1986 | US Open | tvrdý  | Jana Novotná    | Jelena Brjuchovecová Leila Meschiová            | 6–4, 6–2      |

## Postavení na konečném žebříčku WTA

### Dvouhra
| Rok    | 1987 | 1988  | 1989  | 1990  | 1991  | 1992  | 1993  | 1994  | 1995  | 1996   | 1997   | 1999   |
| Pořadí | 143. | ▲ 35. | ▲ 32. | ▼ 57. | ▲ 23. | ▼ 29. | ▼ 95. | ▲ 76. | ▼ 94. | ▼ 109. | ▼ 127. | ▼ 476. |